# 線尾蜥鰻
線尾蜥鰻，又稱野蜥鰻，為輻鰭魚綱鰻鱺目糯鰻亞目鴨嘴鰻科的其中一個種。

## 分布
本魚分布於西太平洋區，包括日本、東海、台灣、南海的海域。

## 特徵
本魚無胸鰭，後鼻孔開在眼之前中線。上下頜延長，纖細。上下頜骨齒與鋤骨齒呈齒帶，鋤骨齒齒帶向後方延伸，中間一列齒較大型。在咽峽部有2翼狀齒帶。背鰭起點在鰓裂之後。脊椎骨數211至214。體長為體高之71倍；尾長為頭與軀幹1.5倍；頭長為吻長的3.2倍；吻長為眼徑的3.4倍。口裂未超過眼之後緣。尾纖細。吻端無凹痕。肛門在體之前半部，鰓裂側位。體僵硬，鰭條短。體長可達50公分。

## 生態
本於棲息在200公尺深以上的中層海域。

## 經濟利用
數量多，但無經濟價值。